# Cerco de Namur (54 a.C.)
O Cerco de Namur, em 54 a.C., foi um cerco realizado pelas tropas gaulesas lideradas por Ambiórix contra a guarnição romana da cidade de Namur liderada por Quinto Túlio Cícero, legado de Júlio César e irmão do famoso orador Cícero, no contexto das Guerras Gálicas. Os romanos conseguiram resistir até a chegada de César com duas legiões. Os gauleses foram destruídos depois disto.

## Antecedentes
Depois de sua segunda invasão da Britânia, Júlio César voltou para a Gália e, após comparecer a uma reunião de povos gauleses em Samarobriva, enviou suas legiões para seus acampamentos de inverno. Para não sobrecarregar nenhuma das tribos, as legiões foram repartidas entre vários territórios:
- Uma legião, sob o comando de Caio Fábio, foi enviada para o território dos morínios;
- Uma legião, sob o comando de Quinto Túlio Cícero, foi enviada para o território dos nérvios;
- Uma legião, sob o comando de Lúcio Róscio Fabato, foi enviada para o território dos esúvios;
- Uma legião, sob o comando de Tito Labieno, foi enviada para o território dos remos;
- Três legiões, sob o comando de Marco Licínio Crasso, Lúcio Munácio Planco e Caio Trebônio, foram enviadas para o território dos belgas;
- Uma legião e mais cinco coortes, sob o comando de Quinto Titúrio Sabino e Lúcio Aurunculeio, foi enviada para o território dos eburões.

O próprio César voltou para a Itália. Depois da vitória dos eburões na Batalha de Aduatuca, na qual morreram Lúcio Aurunculeio Cota e Quinto Titúrio Sabino e a Legio XIV Gemina foi destruída, Ambiórix conseguiu o apoio dos aduáticos, nérvios e de diversas tribos menores como ceutrões, grudos, levacos, pleumóxios e geidúnios, para cercar o acampamento de Quinto Túlio Cícero e sua legião no ópido de Namur.

## Cerco
Os gauleses utilizaram técnicas e armas de cerco similares às dos romanos, aprendidas com desertores e prisioneiros. Ambiórix tentou convencer Cícero a abandonar seu acampamento com uma promessa de salvo-conduto durante  sua retirada, mas o general romano não caiu na armadilha do gaulês, a mesma utilizada com sucesso em Aduatuca pouco antes, e conseguiu resistir com enormes esforços e muitas vítimas até a chegada de Júlio César, que havia sido avisado por um nobre nérvio refugiado entre os romanos desde o começo do cerco.
César marchou de Samarobriva com grande rapidez à frente de duas legiões depois de se reunir com Caio Fábio e Marco Crasso. Assim que chegou ao acampamento de Cícero, cerca de 60 000 gauleses se voltaram para os romanos recém-chegados. César ordenou a construção de um acampamento com enorme rapidez e conseguiu não apenas vencer os gauleses, mas também os perseguiu.

## Eventos posteriores
Antes do final do inverno, Induciomaro, líder dos tréveros, atacou os romanos que ainda permaneciam em seu território e marchou rapidamente contra Tito Labieno, que estava acampado na fronteira com os remos. Porém, ao saber da vitória de César sobre os nérvios no cerco de Namur, se retirou para seu próprio território para reunir mais tropas. Em seguida, marchou novamente contra Labieno e cercou seu acampamento em Lavacherie. Num ataque surpresa, Labieno conseguiu surpreender Induciomaro e suas forças foram postas em fuga; ele próprio morreu tentando atravessar um rio.
Pacificada a região, César voltou com três legiões para Samarobriva, onde passou o resto do inverno. No verão seguinte, marchou para o norte da Gália para uma campanha punitiva.